# X-Rated Critics Organization
Die X-Rated Critics Organization (Abkürzung XRCO) ist eine US-amerikanische  Organisation von Kritikern pornographischer Filme.
Die XRCO wurde 1984 gegründet, um Journalisten und Herausgebern der Pornoindustrie zu ermöglichen, die jährlich besten Pornofilme auszuzeichnen. Verliehen werden die Auszeichnungen bei der jährlich im Frühjahr in Los Angeles stattfindenden XRCO Awards Show. Die Mitgliedschaft in der Organisation erfolgt nur auf Empfehlung und nur bei besonderen Kenntnissen über die Branche. Nominiert werden Filme für das Jahr, in dem sie erscheinen. Im Unterschied zu der AVN Award Show, die für Gäste und akkreditierte Journalisten im Rahmen der AVN Adult Entertainment Expo wie ein Event zugänglich ist und auf Freizügigkeit der Darsteller setzt, findet die XRCO Show nur für Mitglieder und die Nominierten in einem besinnlicheren Rahmen statt. Besondere Leistungen in der Pornoindustrie werden mit der Aufnahme in die XRCO Hall of Fame belohnt.